# Чемпионат Азии по стрельбе из лука 2011
17-й Чемпионат Азии по стрельбе из лука проводился в Тегеране, Иран, с 20 по 24 октября 2011 года. Был организован Азиатской федерацией стрельбы из лука.

## Общий зачёт медалей
| Место | Страна           | Золото | Серебро | Бронза | Всего |
| ----- | ---------------- | ------ | ------- | ------ | ----- |
| 1     | Иран             | 3      | 2       | 0      | 5     |
| 2     | Республика Корея | 2      | 2       | 2      | 6     |
| 3     | Малайзия         | 2      | 2       | 0      | 4     |
| 4     | Япония           | 1      | 2       | 1      | 4     |
| 5     | Казахстан        | 1      | 0       | 2      | 3     |
| 6     | Китайский Тайбэй | 1      | 0       | 1      | 2     |
| 7     | Китай            | 0      | 1       | 1      | 2     |
| 8     | Монголия         | 0      | 1       | 0      | 1     |
| 9     | Индия            | 0      | 0       | 2      | 2     |
| 10    | Таиланд          | 0      | 0       | 1      | 1     |
| Всего | Всего            | 10     | 10      | 10     | 30    |

## Распределение наград

### Гнутый лук
| Дисциплина               | Золото                                                           | Серебро                                                                              | Бронза                                                    |
| ------------------------ | ---------------------------------------------------------------- | ------------------------------------------------------------------------------------ | --------------------------------------------------------- |
| Мужчины (индивидуальные) | Хайрул Ануар Мохамад                                             | Хидэки Кикути                                                                        | Се Чжунхао                                                |
| Мужчины (командные)      | Малайзия · Чжун Чусянь · Хазик Камаруддин · Хайрул Ануар Мохамад | Китай · Цзян Сянцин · Ли Вэньцюань · Лю Чжаоу                                        | Казахстан · Артём Ганькин · Денис Ганькин · Ойбек Сайдиев |
| Женщины (индивидуальные) | Ян Няньсю                                                        | Зара Дехкан                                                                          | Рэн Хаякава                                               |
| Женщины (командные)      | Япония · Нами Хаякава · Рэн Хаякава · Каори Каванака             | Монголия · Хулуунбаарийн Мунхцэцэг · Чулуунгийн Оюнсурэн · Бишиндээгийн Урантунгалаг | Индия · Бомбайла Деви · Дипика Кумари · Чекроволу Свуро   |
| Микст                    | Денис Ганькин Анастасия Баннова                                  | Хироки Суэтакэ Рэн Хаякава                                                           | Цзин Сянцин Чжао Линьли                                   |

### Блочный лук
| Дисциплина               | Золото                                                 | Серебро                                                        | Бронза                                                     |
| ------------------------ | ------------------------------------------------------ | -------------------------------------------------------------- | ---------------------------------------------------------- |
| Мужчины (индивидуальные) | Реза Заманинежад                                       | Заки Махазан                                                   | Мин Лихон                                                  |
| Мужчины (командные)      | Иран · Маджид Гейди · Амир Каземпур · Реза Заманинежад | Республика Корея · Чхве Ёнхи · Ким Хёнъиль · Мин Лихон         | Казахстан · Павел Фишер · Акбарали Карабаев · Артём Кичкин |
| Женщины (индивидуальные) | Мариям Ранджбар                                        | Ли Хёнджон                                                     | Квон Охян                                                  |
| Женщины (командные)      | Республика Корея · Квон Охян · Ли Хёнджон · Со Джунхи  | Малайзия · Сарита Чам Нонг · Нор Риза Исхак · Фатин Нурфатехах | Индия · Джхано Хансдах · Манджудха Сой · Джьётхи Сурекха   |
| Микст                    | Республика Корея · Мин Лихон · Ли Хёнджон              | Иран · Реза Заманинежад · Шабнам Сарлак                        | Таиланд · Читти Кантонгланг · Суни Детчхокул               |